# Notizie verdi
Notizie verdi era l'organo ufficiale di informazione della Federazione dei Verdi, edito da Undicidue S.r.l.
Nel 2009, la testata ha cambiato denominazione divenendo Terra, in edicola dal 15 aprile dello stesso anno.